# Pavel Kolář (politik)
Pavel Kolář (* 21. listopadu 1965) je bývalý český politik, v 90. letech 20. století poslanec České národní rady a Poslanecké sněmovny za Křesťanskodemokratickou stranu, později za ODS.

## Biografie
Ve volbách v roce 1992 byl zvolen do České národní rady za Křesťanskodemokratickou stranu (KDS), respektive za volební koalici ODS-KDS (volební obvod Severomoravský kraj). Zasedal v hospodářském výboru.
Od vzniku samostatné České republiky v lednu 1993 byla ČNR transformována na Poslaneckou sněmovnu Parlamentu České republiky. Zde setrval do konce funkčního období parlamentu, tedy do voleb v roce 1996. Zasedal v poslaneckém klubu KDS (v roce 1995 se stal jeho místopředsedou), po sloučení této strany s ODS přešel od dubna 1996 do poslaneckého klubu občanských demokratů. V letech 1995-1996 byl členem organizačního výboru sněmovny.